# お墓と離婚
『お墓と離婚』（おはかとりこん）は日本国の劇映画で、1993年7月31日から同国の劇場で公開された。

## 概説
忌野清志郎の俳優デビュー作品である。

## 関連書誌
- 八森稔「撮影現場訪問：お墓と離婚」『キネマ旬報』第1107号、キネマ旬報社、1993年6月、99-101頁、doi:10.11501/7906181、ISSN 1342-5412。
- 松田政男「試写室：お墓と離婚」『キネマ旬報』第1109号、キネマ旬報社、1993年7月、188頁、doi:10.11501/7906183、ISSN 1342-5412。
- 上原隆，茂本和宏「日本映画の応援席：お墓と離婚」『シネ・フロント』第18巻第7号、シネ・フロント社、1993年7月、10-11頁、doi:10.11501/7955627、ISSN 0286-6315。
- 「特集：お墓と離婚」『キネマ旬報』第1111号、キネマ旬報社、1993年8月、73-79頁、doi:10.11501/7906185、ISSN 1342-5412。
- 修善寺秋幸『お墓と離婚』ワニブックス、1993年8月。doi:10.11501/13398809。ISBN 4-8470-1183-X。
- 香川まさひと「お墓と離婚」『シナリオ』第49巻第9号、日本シナリオ作家協会、1993年9月、120-148頁、doi:10.11501/6071448。
- 田中晶子，高取英「Dear日本映画：お墓と離婚」『映画芸術』第42巻第3号、編集プロダクション映芸、1993年10月、42-45頁、doi:10.11501/4432918。

## ビデオグラム
- 『お墓と離婚』、CIC・ビクタービデオ、VHS、JHF0332。

## 脚註